# 中泰爾薩河
中泰爾薩河（羅馬化：Serednia Tersa）是烏克蘭的河流，位於該國東部，流經扎波羅熱州和第聶伯羅彼得羅夫斯克州，屬於小泰爾薩河的右支流，發源自特魯多柳比夫卡，河道全長28公里，流域面積346平方公里。